# Araneus anguinifer
Araneus anguinifer là một loài nhện trong họ Araneidae.
Loài này thuộc chi Araneus. Araneus anguinifer được Frederick Octavius Pickard-Cambridge miêu tả năm 1904.